# UK Championship
UK Championship är en professionell snookertävling. Det är den näst största rankingturneringen efter VM. Första UK Championship spelades 1977 som United Kingdom Snooker Championship men var bara öppet för brittiska spelare. Patsy Fagan vann genom att besegra Doug Mountjoy med 12 frames mot 9. Vinstsumman var på 2000 pund.
År 1984 ändrades reglerna så att alla professionella spelare kunde delta och turneringen fick rankingstatus. Ända fram tills år 2005 hade bara spelare från Storbritannien och Irland vunnit turneringen.
2015 års final är den första någonsin där ingen spelare från de brittiska öarna deltog då Neil Robertson från Australien och Liang Wenbo från Kina möttes.

## Vinnare
| År                   | Vinnare              | Motståndare          | Resultat             | Arena                                         | Säsong               |                      |
| Inbjudningsturnering | Inbjudningsturnering | Inbjudningsturnering | Inbjudningsturnering | Inbjudningsturnering                          | Inbjudningsturnering | Inbjudningsturnering |
| -------------------- | -------------------- | -------------------- | -------------------- | --------------------------------------------- | -------------------- | -------------------- |
| 1977                 | Patsy Fagan          | Doug Mountjoy        | 12 – 9               | Tower Circus, Blackpool                       | 1977/78              |                      |
| 1978                 | Doug Mountjoy        | David Taylor         | 15 – 9               | Preston Guild Hall, Preston                   | 1978/79              |                      |
| 1979                 | John Virgo           | Terry Griffiths      | 14 – 13              | Preston Guild Hall, Preston                   | 1979/80              |                      |
| 1980                 | Steve Davis          | Alex Higgins         | 16 – 6               | Preston Guild Hall, Preston                   | 1980/81              |                      |
| 1981                 | Steve Davis          | Terry Griffiths      | 16 – 3               | Preston Guild Hall, Preston                   | 1981/82              |                      |
| 1982                 | Terry Griffiths      | Alex Higgins         | 16 – 15              | Preston Guild Hall, Preston                   | 1982/83              |                      |
| 1983                 | Alex Higgins         | Steve Davis          | 16 – 15              | Preston Guild Hall, Preston                   | 1983/84              |                      |
| Rankingturnering     |                      |                      |                      |                                               |                      |                      |
| 1984                 | Steve Davis          | Alex Higgins         | 16 – 8               | Preston Guild Hall, Preston                   | 1984/85              |                      |
| 1985                 | Steve Davis          | Willie Thorne        | 16 – 14              | Preston Guild Hall, Preston                   | 1985/86              |                      |
| 1986                 | Steve Davis          | Neal Foulds          | 16 – 7               | Preston Guild Hall, Preston                   | 1986/87              |                      |
| 1987                 | Steve Davis          | Jimmy White          | 16 – 14              | Preston Guild Hall, Preston                   | 1987/88              |                      |
| 1988                 | Doug Mountjoy        | Stephen Hendry       | 16 – 12              | Preston Guild Hall, Preston                   | 1988/89              |                      |
| 1989                 | Stephen Hendry       | Steve Davis          | 16 – 12              | Preston Guild Hall, Preston                   | 1989/90              |                      |
| 1990                 | Stephen Hendry       | Steve Davis          | 16 – 15              | Preston Guild Hall, Preston                   | 1990/91              |                      |
| 1991                 | John Parrott         | Jimmy White          | 16 – 13              | Preston Guild Hall, Preston                   | 1991/92              |                      |
| 1992                 | Jimmy White          | John Parrott         | 16 – 9               | Preston Guild Hall, Preston                   | 1992/93              |                      |
| 1993                 | Ronnie O'Sullivan    | Stephen Hendry       | 10 – 6               | Preston Guild Hall, Preston                   | 1993/94              |                      |
| 1994                 | Stephen Hendry       | Ken Doherty          | 10 – 5               | Preston Guild Hall, Preston                   | 1994/95              |                      |
| 1995                 | Stephen Hendry       | Peter Ebdon          | 10 – 3               | Preston Guild Hall, Preston                   | 1995/96              |                      |
| 1996                 | Stephen Hendry       | John Higgins         | 10 – 9               | Preston Guild Hall, Preston                   | 1996/97              |                      |
| 1997                 | Ronnie O'Sullivan    | Stephen Hendry       | 10 – 6               | Preston Guild Hall, Preston                   | 1997/98              |                      |
| 1998                 | John Higgins         | Matthew Stevens      | 10 – 6               | Bournemouth International Centre, Bournemouth | 1998/99              |                      |
| 1999                 | Mark Williams        | Matthew Stevens      | 10 – 8               | Bournemouth International Centre, Bournemouth | 1999/00              |                      |
| 2000                 | John Higgins         | Mark Williams        | 10 – 4               | Bournemouth International Centre, Bournemouth | 2000/01              |                      |
| 2001                 | Ronnie O'Sullivan    | Ken Doherty          | 10 – 1               | Barbican Centre, York                         | 2001/02              |                      |
| 2002                 | Mark Williams        | Ken Doherty          | 10 – 9               | Barbican Centre, York                         | 2002/03              |                      |
| 2003                 | Matthew Stevens      | Stephen Hendry       | 10 – 8               | Barbican Centre, York                         | 2003/04              |                      |
| 2004                 | Stephen Maguire      | David Gray           | 10 – 1               | Barbican Centre, York                         | 2004/05              |                      |
| 2005                 | Ding Junhui          | Steve Davis          | 10 – 6               | Barbican Centre, York                         | 2005/06              |                      |
| 2006                 | Peter Ebdon          | Stephen Hendry       | 10 – 6               | Barbican Centre, York                         | 2006/07              |                      |
| 2007                 | Ronnie O'Sullivan    | Stephen Maguire      | 10 – 2               | Telford International Centre, Telford         | 2007/08              |                      |
| 2008                 | Shaun Murphy         | Marco Fu             | 10 – 9               | Telford International Centre, Telford         | 2008/09              |                      |
| 2009                 | Ding Junhui          | John Higgins         | 10 – 8               | Telford International Centre, Telford         | 2009/10              |                      |
| 2010                 | John Higgins         | Mark Williams        | 10 – 9               | Telford International Centre, Telford         | 2010/11              |                      |
| 2011                 | Judd Trump           | Mark Allen           | 10 – 8               | Barbican Centre, York                         | 2011/12              |                      |
| 2012                 | Mark Selby           | Shaun Murphy         | 10 – 6               | Barbican Centre, York                         | 2012/13              |                      |
| 2013                 | Neil Robertson       | Mark Selby           | 10 – 7               | Barbican Centre, York                         | 2013/14              |                      |
| 2014                 | Ronnie O'Sullivan    | Judd Trump           | 10 – 9               | Barbican Centre, York                         | 2014/15              |                      |
| 2015                 | Neil Robertson       | Liang Wenbo          | 10 – 5               | Barbican Centre, York                         | 2015/16              |                      |
| 2016                 | Mark Selby           | Ronnie O'Sullivan    | 10 – 7               | Barbican Centre, York                         | 2016/17              |                      |
| 2017                 | Ronnie O'Sullivan    | Shaun Murphy         | 10 – 5               | Barbican Centre, York                         | 2017/18              |                      |
| 2018                 | Ronnie O'Sullivan    | Mark Allen           | 10 – 6               | Barbican Centre, York                         | 2018/19              |                      |
| 2019                 | Ding Junhui          | Stephen Maguire      | 10 – 6               | Barbican Centre, York                         | 2019/20              |                      |
| 2020                 | Neil Robertson       | Judd Trump           | 10 – 9               | Marshall Arena, Milton Keynes                 | 2020/21              |                      |
| 2021                 | Zhao Xintong         | Luca Brecel          | 10 – 5               | Barbican Centre, York                         | 2021/22              |                      |
| 2022                 | Mark Allen           | Ding Junhui          | 10 – 7               | Barbican Centre, York                         | 2022/23              |                      |
| 2023                 | Ronnie O'Sullivan    | Ding Junhui          | 10 – 7               | Barbican Centre, York                         | 2023/24              |                      |